# آلروده
الراد (به آلمانی: Allrode) یک منطقهٔ مسکونی در آلمان است که در تاله واقع شده‌است.

## خصوصیات
الراد ۱۷٫۴۱ کیلومترمربع مساحت دارد ۴۴۸ متر بالاتر از سطح دریا واقع شده‌است.